# NGC 4747
NGC 4747 é uma galáxia espiral barrada (SBcd) localizada na direcção da constelação de Coma Berenices. Possui uma declinação de +25° 46' 26" e uma ascensão recta de 12 horas, 51 minutos e 45,4 segundos.
A galáxia NGC 4747 foi descoberta em 6 de Abril de 1785 por William Herschel.